# نجم الدين السهروردي
الدكتور نجم الدين بن محي الدين بن محمد سليم السهروردي، من أعلام الفلسفة والأدب والرياضة في العراق، ولد في عام 1338 هـ/1920م، في محلة جديد حسن باشا في بغداد وبدأ دراسته الابتدائية في مدرسة الباروردية، وبعد إكماله الدراسة الإعدادية سافر إلى لبنان والتحق بالجامعة الأمريكية في بيروت، وحصل على شهادة البكالوريوس، ثم حصل على شهادة الدكتوراه في التربية البدنية من ألمانيا.

## نشأته وعائلته
ينتمي نجم الدين إلى أسرة السهروردي وهي أسرة عراقية عريقة النسب، وهو من بيت مشهود له في الأوساط البغدادية بالعلم والثقافة والأدب والدين، وأتصف بصفات شخصية متميزة مثل الذكاء، والفطنة، والتواضع. وكانت أسرته تمتلك مجلس علم يعرف باسم مجلس بيت السهروردي، يتم الاجتماع فيه بين خيرة أهل البلد من المثقفين والأدباء. وكما ان العديد من افراد العائلة شغلوا مناصب سياسية وعسكرية ودينية مختلفة سواء في فترة الحكم الملكي الوطني في العراق أو في عهد الدولة العثمانية، حيث كان والده محي الدين السهروردي من مجموعة الضباط الأوائل المؤسسين للجيش العراقي. كما ان والده شارك في ثورة العشرين. وتميز السهروردي خلال طفولته وفترة شبابه بالذكاء والفطنة وذاكرة قوية. إضافة إلى التواضع، كما كان يمتلك ثقافة واسعة ومتنوعة الاطلاع حتى يروى أن اصدقائه منحوه لقب الموسوعة لسعة اطلاعه.
اتقن السهروردي إضافة إلى اللغة العربية كل من التركية والانكليزية والفرنسية والألمانية.
درس المرحلة الابتدائية عام 1924 في مدرسة (بابا كركر) لمدة سنة وهي مدرسة دينية أولية تابعة إلى مديرية الأوقاف العامة في بغداد. لاحقا أنتقل إلى المدرسة المأمونية عام 1925، (في منطقة الميدان) وبعدها مدرسة الامريكان عام 1928، (الصف الثالث) ثم انتقل إلى مدرسة البارودية في محلة الطوب والتي تقع بالقرب من داره في الصف الرابع 1931-1932 ثم رجع إلى مدرسة الامريكان في الصف الخامس من 1932-1933 ثم عاد إلى المدرسة المأمونية من 1933-1934. ولقد درس المرحلة المتوسطة في مدرسة الغربية وهي من أفضل وأشهر المدارس في العراق ثم انتقل إلى مدرسة التفيض الاهلية.
في عام 1938 سافر إلى بيروت برفقة والده لينتسب إلى الجامعة الأمريكية في بيروت ثم تقدم للدراسة في (روبرت كولج) في إسطنبول لدراسة الهندسة حيث امضى فصلاً كاملاً.
و بعد أن بدأت الحرب العالمية الثانية سافر إلى ألمانيا والتحق بجامعة برلين ثم انتقل إلى كلية الهندسة في درسدن عام 1942 
ثم غير دراسته من الهندسة إلى التربية بسبب أشتداد الغارات الجوية على مدينة درسدن. وخلال تلك الفترة نجى السهروردي من الموت بعد ان قصف محل سكنه اثناء إحدى الغارات الجوية.
بعد سنتين انتقل إلى مدينة انسبروك النمساوية حاليا. بعدها التحق متطوعاً بالفيلق العربي الذي أسسه رشيد عالي الكيلاني رئيس حكومة الدفاع الوطني بعد ثورة مايس عام 1941 حيث تدرب في إحدى ضواحي أثينا في اليونان.
وبسبب اختلاف المبادى من جانب الالمان مع رشيد عالي الكيلاني اَنذاك ومع المتطوعين في الفيلق العربي حيث كان من المفترض ان يوقع المتطوع على استمارة التطوع جاء فيها عبارة الجيش الألماني والاصح الفيلق العربي حيث رفضوا التوقيع وتم اعتقالهم حتى انتهاء الحرب العالمية الثانية وبعد سنة تم اطلاق سراحهم وعاد إلى بغداد وقدم طلباً للانتساب إلى كلية الحقوق عام 1946.
سافر إلى الولايات المتحدة الأمريكية عام 1947 بعد ان رفع عنه منع السفر لأنه كان ملتحقاً بالفيلق العربي. وحصل منها على شهادة الماجستير ثم عاد إلى بغداد في أوائل عام 1949.
حصل لاحقا على شهادة الدكتوراه من ألمانيا في الفلسفة بمرتبة الشرف.

## حياته الرياضية
تميز السهروردي بقدرته على اجادة العديد من الفعاليات الرياضية الجماعية والفردية حيث اشتهر بمشاركته في العاب الميدان والمضمار، وكرة السلة، والملاكمة، وكرة القدم، وكما حقق العديد من الأرقام القياسية، ففي مجال ألعاب الميدان والمضمار مارس أكثر من عشرة ألعاب وفاز بها جميعاً ونتيجة لذلك وبسببه حددت المشاركة بثلاث ألعاب فقط لكل رياضي في هذا المجال في عام 1937، وهو بخلاف القانون.
وسجل عام 1940 في سباق 100 متر عدواً رقماً قياسياً بلغ (10,7) ثواني في بطولة برلين المفتوحة وبقي هذا الرقم مدة 18 سنة لم يتم كسره وكذلك في سباق 100 متر موانع سجل رقماً آخر هو (15,1) ثانية وبقي لمدة أكثر من 15 سنة لم يتم كسره. وفي عام 1957 سجل رقم (6,60) مترا في سباق الطفر العريض، وفاز ببطولة العراق للملاكمة عام 1934 المقامة برعاية الملك غازي الاول، وأجريت في الثكنة العسكرية الشمالية الواقعة أمام المتوسطة الغربية حيث نازل خصمه الملاكم عبد الرزاق وهو طيار في القوة الجوية العراقية فغلبه وأحرز البطولة.
وفي عام 1940 قام بتأسيس النادي الأولمبي في بغداد حيث أقام بطولة العراق للملاكمة التي شارك فيها بالوزن الخفيف مع 22 لاعب وكان بضمنهم صديقه محمد صالح البياتي مما أدى إلى انسحاب اللاعبين المتقدمين ما عدا السهروردي والبياتي الأمر الذي أدى إلى إلغاء البطولة والبياتي هو الذي أصبح سفيراً للعراق في الأردن فيما بعد.
ولقد لعب كرة القدم مع منتخب الجامعة الأمريكية في بيروت في نهاية عقد الثلاثينيات بناء على رغبة عبد الستار الطرابلسي مدير التربية البدنية في الجامعة وأحرز المنتخب بطولة لبنان ولعب المنتخب مباريات ودية مع فريق في قبرص.
وفي عام 1949 أسس نادي رياضي ثقافي اجتماعي بأسم نادي الأمير الرياضي في بغداد وكان مقره في منطقة باب المعظم، كما كان أول من أسس جريدة رياضية في العراق باسم الرياضي وهو صاحب فكرة أول ساحة ليلية في العراق في النادي الذي أسسه.
وشارك السهروردي في جميع الفرق المدرسية الرياضية في المدارس التي درس بها في الألعاب الرياضية المختلفة والتي كان يحرز فيها المركز الأول.
أما في المجال التربوي العام فأسس مع زوجته وداد رشيد عالي الكيلاني (مدارس مايس الأهلية) في نهاية عقد الستينيات حيث كانت زوجته وداد مديرة المدرسة وكانت مدرسة مايس من المدارس النموذجية في العراق اَن ذاك ولم يكتب لها الاستمرار حيث تم تأميم المدارس وأصبحت حكومية في عام 1978 حيث كان موقعها في منزل (قصر) رشيد عالي الكيلاني في منطقة الصليخ، والمدرسة مازالت موجودة إلى الآن وبنفس الأسم والمنطقة وتقع بالقرب من ثانوية كلية بغداد.

## حياته الشخصية
متزوج من وداد رشيد عالي الكيلاني حيث التقاها أول مرة في بيروت في 1939 لكنه لم يعرف انها بنت رشيد عالي الكيلاني، وقدر له لقاؤها مرة أخرى عام 1941 في برلين مع عائلتها فقرر الارتباط بها. وتزوج في مارس من عام 1947 في مصر، وقد انجبت له كل من نيران ونجود وسهيل (متوفي) وإبراهيم الذي قتل في أمريكا.

## المناصب التي تقلدها
1. شغل منصب عميد كلية التربية الرياضية لمدة 17 عام للفترة من 1963-1980، وهو من مؤسسي كلية التربية الرياضية ويحسب له الفضل في أنشاء المبنى الحديث الحالي للكلية في منطقة الجادرية والتي تعد صرحاً رياضياً فريداً في العراق ومنطقة الشرق الأوسط.
2. مدير المعهد العالي للتربية البدنية.
3. مدير عام التربية البدنية عام 1958، والتي تحولت إلى مديرية التربية البدنية والاجتماعية خلال عهده وأصبح من أنشط دوائر الرياضة في العراق.

## مؤلفاته
1. الموجز في تاريخ الألعاب الاولمبية
2. تطور الحركة الاولمبية في العراق
3. ملحمة كلكامش والفكر الرياضي
4. مشروع رعاية الشباب
5. ميادين رعاية الشباب
6. رعاية الشباب بين المبدأ والتطبيق
7. رأي في فلسفة اللعب
8. الموجز في فلسفة وتاريخ التربية الرياضية
9. الرياضة عند العرب
10. مصطلحات في التربية الرياضية والألعاب والصحة والترويح
11. رياض الأطفال
12. التأريخ لم يبدأ غداً. استغرق الكتاب وقتا طويلا لكتابته ويتحدث فيه عن احداث 1941 و 1958
13. سلسلة يوميات غير منشورة يوميات مواطن ويوميات عميد ويوميات رياضي

و له أكثر من الف مقال منشور وعشرات المقابلات الصحفية والتلفزيونية والاذاعية والبرامج والندوات وغيرها الكثير

## وفاته
غادر نجم الدين السهروردي العراق في عام 2002م، راحلا إلى العاصمة البريطانية لندن وأقام هو وزوجته لدى أبنتهم الصغرى المقيمة هناك وداهمه المرض لفترة طويلة، ثم توفي في 23 رمضان 1430 الموافق 13 أيلول 2009م، ودفن في مقبرة لندن.